# Evangelische Kirche Herlinghausen

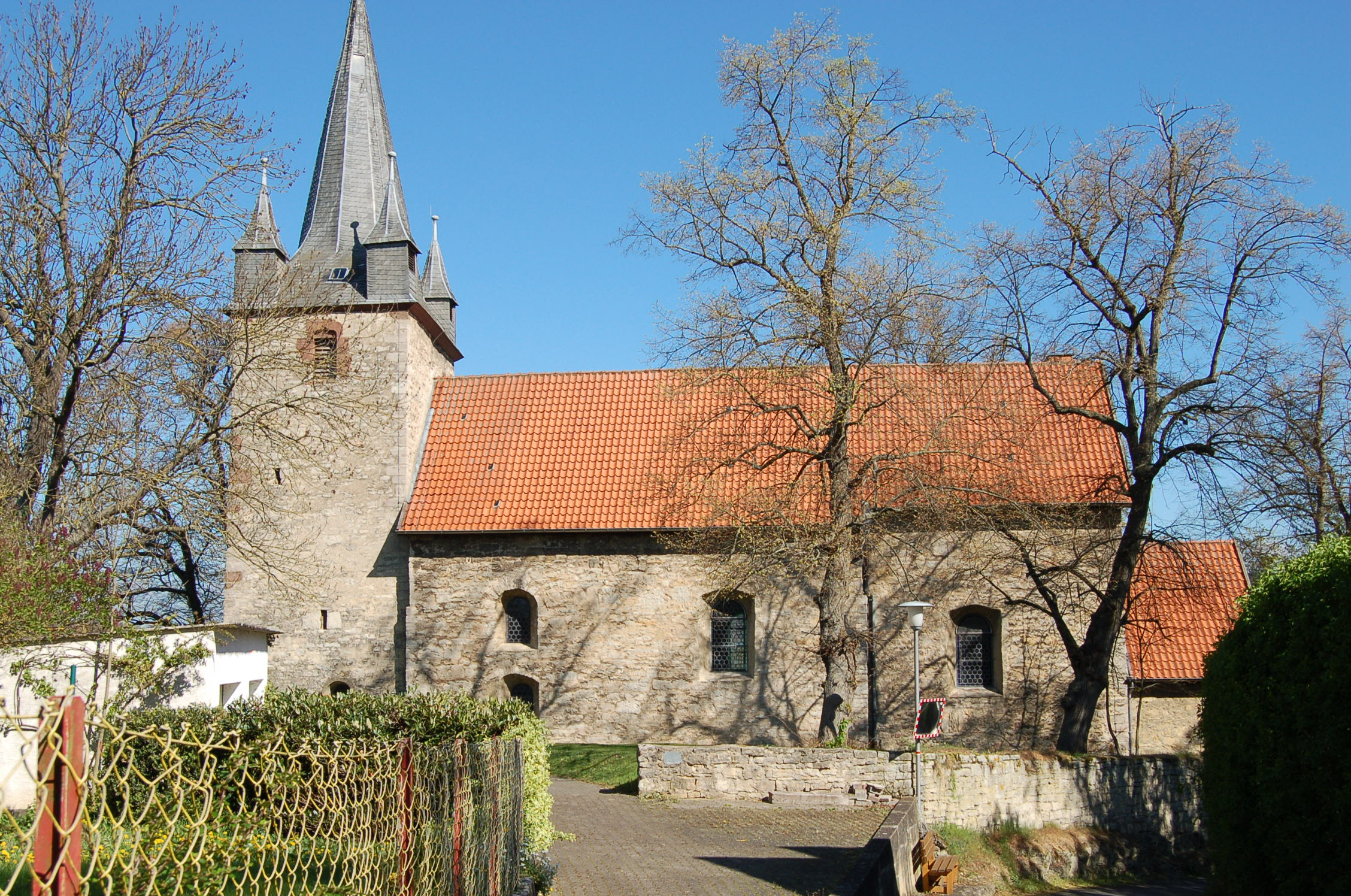
Evangelische Kirche Herlinghausen

Die Evangelische Kirche ist ein mittelalterlicher Kirchenbau in Herlinghausen, einem Ortsteil von Warburg im Kreis Höxter in Westfalen. Als Teil der evangelischen Kirchengemeinde Altkreis Warburg gehört sie zum Kirchenkreis Paderborn der Evangelischen Kirche von Westfalen.

## Geschichte
Eine in kirchlicher Hinsicht dem Archidiakonat Hofgeismar in der Diözese Mainz zugehörige Pfarrkirche in Herlinghausen ist erstmals 1246 genannt. 1534 fiel Herlinghausen an die Herren von der Malsburg, die 1539 die Ziegenhainer Kirchenzuchtordnung einführten und in der Folgezeit das reformierte Bekenntnis etablierten. Gemäß dem Grenzvertrag von 1597 zwischen dem Landgrafen Moritz von Hessen-Kassel und dem Fürstbischof Dietrich von Fürstenberg von Paderborn fiel Herlinghausen an letzteren, der im Zuge der Gegenreformation erfolglos das katholische Bekenntnis durchzusetzen suchte. Bereits 1580 war der Pfarrsitz in das hessische Ersen verlegt worden, während Herlinghausen, auch über das Restitutionsedikt von 1629 hinaus, als reformiertes Gebiet im katholischen Hochstift Paderborn verblieb, was in der Folgezeit zu konfessionellen Spannungen mit den Nachbargemeinden führen sollte. Erst 1892 wurde Herlinghausen als eine selbständige Pfarrei wiederbegründet und erhielt 1895 durch den hessischen Konsistorialbaumeister Gustav Schönermark, der gleichzeitig auch eine Restaurierung der Kirche vornahm, sein Pfarrhaus.

## Architektur
Die im frühen 13. Jahrhundert errichtete Herlinghauser Kirche stellt eine frühgotische gewölbte Saalkirche von zwei Jochen mit leicht eingezogenem Rechteckchor und Westturm dar. Um 1500 erhielt der Turmbau eine spätgotische Schallöffnung sowie seinen von vier Ecktürmchen begleiteten gotischen Spitzhelm. Anstelle einer im 19. Jahrhundert angefügten Ostapsis wurde 1966 ein niedriger Sakristeianbau angefügt. 